# Brig-Visp-Zermatt
A Brig-Visp-Zermatt (BVZ) foi uma companhia de caminho de ferro suíça que em 2003 fusionou e hoje pertence à Matterhorn-Gotthard.
Esta nova companhia explorava a linha que partia de Briga, passava por Visp e terminava em Zermatt.